# Heyda (Waldheim)
Heyda ist ein Ortsteil der Ortschaft Knobelsdorf in der Stadt Waldheim im sächsischen Landkreis Mittelsachsen.

## Lage

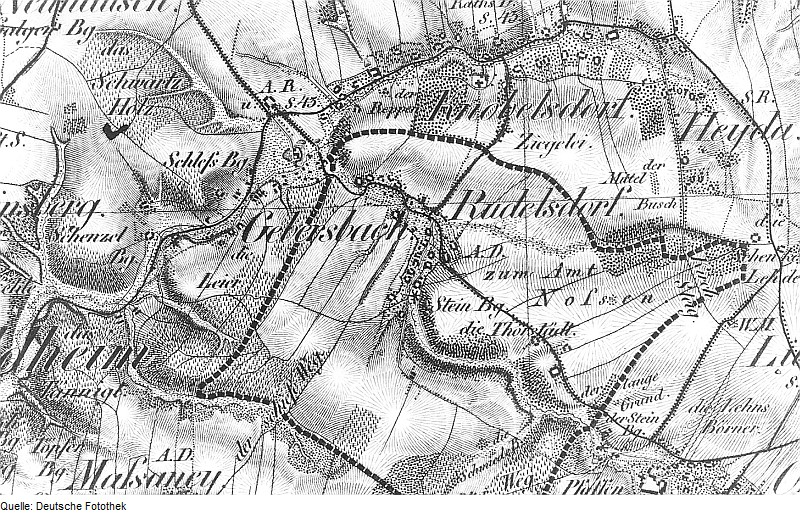
Heyda östlich von Knobelsdorf auf einer Karte von 1843

Das aus einem Einzelgut entstandenen Dorf liegt direkt an der Bundesstraße 169, die von Döbeln (rd. 4 km nördlich) nach Chemnitz (rd. 40 km südwestlich) führt. Das Dorf liegt etwa in der Mitte des Dreiecks Chemnitz-Dresden-Leipzig auf zirka 244 m im Osten der Stadt Waldheim; noch östlich von Knobelsdorf und Gebersbach.
In der Flur Heyda befindet sich die Wüstung Rursdorf.

## Geschichte

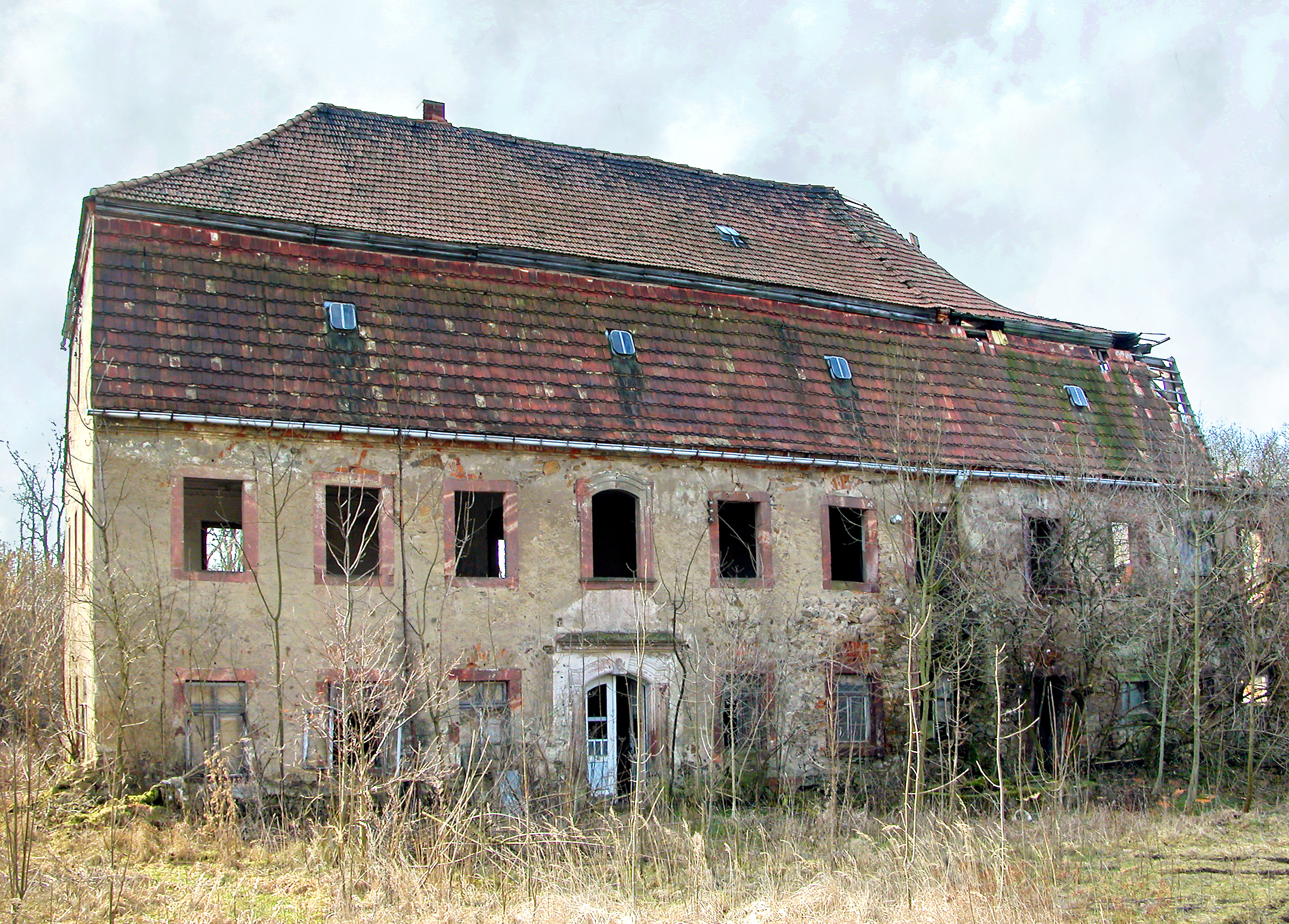
Rittergut Heyda (2012)

Die Geschichte von Heyda geht zurück bis in die Jahre 1555/56, als die Knobelßdorfer Heide erstmals erwähnt wurde. Spätere Nennungen sind (zur) Heyda (1606, um 1800) sowie Heida b. Waldheim (Heyda) aus dem Jahre 1875. Heyda war zunächst nach Otzdorf, später nach Knobelsdorf gepfarrt und gehört heute zur Kirchgemeinde Waldheim.
Die Geschichte des Dorfes geht auf ein Rittergut, das um 1500 erwähnt wurde zurück. 1791 ist erstmals ein Dorf erwähnt. Entsprechend seiner Lage gehörte das Dorf zum Amt Leisnig, dem Gerichtsamt Waldheim, der Amtshauptmannschaft und dem Landkreis Döbeln, bis dieser 2008 im heutigen Landkreis aufging. 1950 wurde Heyda nach Knobelsdorf eingemeindet, das 1970 in der Gemeinde Gebersdorf-Knobelsdorf aufging. Von 1994 bis zur Gemeindeauflösung zum Jahresende 2012 gehörte der Ort schließlich zur Gemeinde Ziegra-Knobelsdorf. Letzteres wurde aufgeteilt: Heyda fiel der Stadt Waldheim zu.
| Jahr          | 1764                   | 1834 | 1871 | 1890 | 1910 | 1925 | 1939 | 1946 |
| ------------- | ---------------------- | ---- | ---- | ---- | ---- | ---- | ---- | ---- |
| Einwohnerzahl | 20 Gärtner, 10 Häusler | 185  | 202  | 216  | 184  | 193  | 179  | 193  |

1925 lebten in Heyda 190 Lutheraner, zwei Katholiken und zwei andersgläubige.

## Belege
1. 1 2 3  Heyda (1) – HOV | ISGV. Abgerufen am 25. März 2024.